# 1928 في كندا
فيما يلي قوائم الأحداث التي وقعت خلال عام 1928 في كندا.

## سياسة

### تعيين في المنصب
- 1 يناير – آرثر إليس عمدة أوتاوا [الإنجليزية]‏.
- 1 يناير – سام ماكبرايد عمدة تورونتو [الإنجليزية]‏.
- 6 ديسمبر – والتر إدوارد فوستر عضو مجلس الشيوخ الكندي ‏.

## مواليد

### يناير
- 1 يناير – بوب بنتلي سياسي كندي.
- 1 يناير – بوب ويلسون مقدم تلفزيوني كندي.
- 1 يناير – بيل نيومان سياسي كندي.
- 1 يناير – جون ليتل فنان كندي.
- 1 يناير – نيلسون غريني
- 3 يناير – فرانك أندرسون لاعب شطرنج كندي.
- 5 يناير – فرد غلوفر لاعب هوكي جليد كندي.
- 9 يناير – كلير دريك مدرب هوكي جليد من الولايات المتحدة الأمريكية.
- 20 يناير – بيتر دونات ممثل أمريكي كندي.

### فبراير
- 8 فبراير – جين ليس
- 13 فبراير – جيرالد ريغان سياسي ومحامي كندي.
- 17 فبراير – هوبير باتريك أوكونور كهنوت كندي.
- 22 فبراير – هارولد بوكوالد محامي كندي.
- 28 فبراير – إيف ريان عمدة كندي.

### مارس
- 3 مارس – جاك غوردون لاعب هوكي جليد من الولايات المتحدة الأمريكية.
- 3 مارس – ديان فوستر عداءة سرعة كندية.
- 8 مارس – جاكلين ريتشارد
- 9 مارس – جيرالد بول
- 11 مارس – كارول بلوم
- 12 مارس – هاري ويد لاعب كرة سلة كندي.
- 15 مارس – كارلتون إليوت ملحن كندي.
- 16 مارس – دوغ كريغ لاعب كرة قدم كندي.
- 17 مارس – أندريه شاغنون رجل أعمال كندي.
- 31 مارس – جوردي هوي لاعب هوكي جليد كندي.
- 31 مارس – جون ألان ضابط بحري كندي.

### أبريل
- 3 أبريل – إيميت جونز
- 4 أبريل – كرايغ ستيوارت سياسي كندي.
- 5 أبريل – فرناند دانسيرو
- 10 أبريل – فريزر ماكفيرسن
- 15 أبريل – إد لورين سياسي كندي.
- 15 أبريل – نورمان لوي لاعب هوكي جليد كندي.
- 17 أبريل – فابيان روي سياسي كندي.
- 26 أبريل – جيفري أندرسون
- 30 أبريل – بيل ماكدونا لاعب هوكي جليد كندي.

### مايو
- 4 مايو – ماينارد فيرغسون
- 8 مايو – صموئيل أو. فريدمان
- 9 مايو – باربرا آن سكوت متزلجة فنية كندية.
- 11 مايو – جورج روبرتسون لاعب هوكي جليد كندي.
- 11 مايو – فرناند ليندسي موسيقي كندي.
- 14 مايو – برايان ماكدونالد
- 21 مايو – أديلة وايزمان كاتبة كندية.
- 24 مايو – كليف داوني سياسي كندي.
- 30 مايو – جوان شالمرز

### يونيو
- 6 يونيو – روبرت دبليو. ماكنزي سياسي كندي.
- 7 يونيو – لويس دينيس لاعب هوكي جليد كندي.
- 25 يونيو – مايكل برولت مصوّر سينمائي كندي.
- 25 يونيو – مونيك شاربونو مصممة مطبوعات كندية.
- 27 يونيو – جيل كلوتير فيزيائي كندي.

### يوليو
- 6 يوليو – ويليام روس لاعب كرة ماء من الولايات المتحدة الأمريكية.
- 7 يوليو – توم شامبرز سياسي كندي.
- 14 يوليو – جون ديفيز لاعب هوكي جليد كندي.
- 31 يوليو – غيليس كارل

### أغسطس
- 5 أغسطس – راسيل رامزي سياسي كندي.
- 7 أغسطس – جيمس ألان قس كندي.
- 7 أغسطس – جيمس راندي
- 8 أغسطس – ستانلي مان كاتب سيناريو كندي.
- 15 أغسطس – ماريون ودمان كاتبة كندية.
- 20 أغسطس – رونالد سانت جون ماكدونالد
- 28 أغسطس – جون كليمنت سياسي كندي.
- 30 أغسطس – هارفي هارت
- 31 أغسطس – اريك موراي

### سبتمبر
- 2 سبتمبر – جيم جوردن سياسي كندي.
- 3 سبتمبر – جاك ديسلوريرز لاعب هوكي جليد كندي.
- 12 سبتمبر – إيرني فانديفيغ لاعب كرة سلة كندي.
- 19 سبتمبر – سونيا سكرفيلد لاعبة هوكي جليد كندية.
- 20 سبتمبر – جاكلين ديسماريس مليارديرة كندية.
- 21 سبتمبر – روس لوي
- 22 سبتمبر – جيرالد ماير

### أكتوبر
- 1 أكتوبر – جيم باتيسون
- 2 أكتوبر – أرنولد ريتشاردسون لاعب كرلنغ كندي.
- 13 أكتوبر – دون لورد
- 18 أكتوبر – هولدا كلارك مُداويّة طبيعيّة، مؤلّفة ومُمارِسة للطب البديل من كندا.
- 24 أكتوبر – روبرت إي. كولين مهندس من الولايات المتحدة الأمريكية.
- 31 أكتوبر – ديان فوستر ممثلة كندية.

### نوفمبر
- 1 نوفمبر – لورني كلارك قاضي كندي.
- 16 نوفمبر – دايفيد آدامز
- 19 نوفمبر – ديك غامبل لاعب هوكي جليد كندي.
- 28 نوفمبر – فلويد كروفورد لاعب هوكي جليد كندي.

### ديسمبر
- 4 ديسمبر – ماريان سكوت أمينة مكتبة كندية.
- 8 ديسمبر – بيل هيويت معلق رياضي كندي.
- 12 ديسمبر – ليونيل بلير
- 16 ديسمبر – روي بيلي سياسي كندي.
- 21 ديسمبر – كلايتون كيني ملاكم كندي.
- 28 ديسمبر – جون ويليام تومسون سياسي كندي.

## وفيات

### يناير
- 1 يناير – بيرل هارت (مواليد 1871) راعية بقر كندية.
- 1 يناير – جيمس وايت (مواليد 1863) جغرافي كندي.
- 1 يناير – ستيفن سميث (مواليد 1861)

### فبراير
- 26 فبراير – روبرت جيمس بال (مواليد 1857) سياسي كندي.

### مارس
- 22 مارس – شارلوت هينيسي (مواليد 1873) ممثلة من الولايات المتحدة الأمريكية.
- 22 مارس – مورتيمر ديفيس (مواليد 1866)

### أبريل
- 2 أبريل – الكسندر ستيوارت (مواليد 1857) سياسي كندي.
- 3 أبريل – ألبرت أوكونور (مواليد 1843)
- 14 أبريل – إدوين كلود بروملي (مواليد 1888)
- 28 أبريل – جورج جيرالد كينغ (مواليد 1836) سياسي كندي.

### يونيو
- 2 يونيو – تشارلز ويلسون كروس (مواليد 1872) سياسي كندي.
- 2 يونيو – جورج بال (مواليد 1838) سياسي كندي.
- 22 يونيو – باسل كينغ (مواليد 1859) كاتب كندي.

### يوليو
- 8 يوليو – صموئيل كلارك (مواليد 1853) سياسي كندي.
- 22 يوليو – جي. ك. غرانت (مواليد 1866) سياسي كندي.

### أغسطس
- 17 أغسطس – جوزيف ألفرد إرنست روي (مواليد 1871) سياسي كندي.

### سبتمبر
- 17 سبتمبر – توماس موريس (مواليد 1861) سياسي من الولايات المتحدة الأمريكية.
- 28 سبتمبر – تشارلز الكسندر يونغ (مواليد 1856) سياسي كندي.

### أكتوبر
- 11 أكتوبر – فرانك سميث (مواليد 1857) لاعب كرة قاعدة كندي.
- 24 أكتوبر – هاري سميث (مواليد 1873) سياسي كندي.
- 26 أكتوبر – ألبرت إي. تود (مواليد 1878) سياسي كندي.

### نوفمبر
- 1 نوفمبر – إينوك فينكلر (مواليد 1852) سياسي كندي.